# Jennifer Field (Chemikerin)
Jennifer Alice Field ist eine amerikanische Umweltchemikerin und seit 2003 Professorin in der Abteilung für Umwelt- und Molekulartoxikologie an der Oregon State University.

## Werdegang
Nach einem Bachelorstudium in Erdwissenschaften am Northland College wurde Field 1990 an der Colorado School of Mines in Geochemie promoviert. In ihrer Dissertation Fate and transformation of surfactants in sewage-contaminated groundwater behandelte sie Verbleib und Umwandlung von Tensiden in abwasserbelastetem Grundwasser und stellte dabei fest, dass die Persistenz von aus Tensiden gewonnenen Schadstoffen im Grundwasser auf biogeochemische Bedingungen im Grundwasser zurückgeführt werden kann, wie z. B. durch geringeren mikrobiellen Schadstoffabbau durch niedrige Konzentrationen an gelöstem Sauerstoff bei mittleren Grundwassertemperaturen. Im Rahmen eines Postdoc-Aufenthalts war sie anschließend in der Forschungsgruppe von Walter Giger an Eawag in Dübendorf tätig. 1992 kehrte Field in die Vereinigten Staaten zurück, wo sie an der Oregon State University zuerst als Assistenzprofessorin, dann als außerordentliche und seit 2003 als ordentliche Professorin arbeitet.
Fields Forschung konzentriert sich auf das Verständnis des Vorkommens, des Verbleibs und der Umwandlung von neu auftretenden Schadstoffen in natürlichen und künstlichen Systemen. Ihre Forschungsgruppe führt Labor- und Feldstudien durch, um das Verhalten von per- und polyfluorierten Alkylverbindungen (PFAS) an militärischen Standorten, die von wiederholten historischen Anwendungen von AFFF betroffen sind, zu quantifizieren. Ihre Gruppe entwickelt Analysemethoden, um die Massenbilanz von PFAS an AFFF-kontaminierten Standorten zu schließen.
Field hat laut Google Scholar einen h-Index von 63.
Seit 2008 ist sie Mitherausgeberin der Fachzeitschrift Environmental Science & Technology.